# Грумезоаја (Васлуј)
Грумезоаја (рум. Grumezoaia) насеље је у Румунији у округу Васлуј у општини Димитрије Кантемир. Oпштина се налази на надморској висини од 153 m.

## Становништво
Према подацима из 2002. године у насељу је живело 622 становника, од којих су сви румунске националности.